# Piková dáma (jeskyně)
Jeskyně Piková dáma leží v severní části CHKO Moravský kras na pravé straně Hrádského (Holštejnského) žlebu v blízkosti obce Holštejn. Je součástí největšího jeskynního systému v Česku – Amatérské jeskyně.

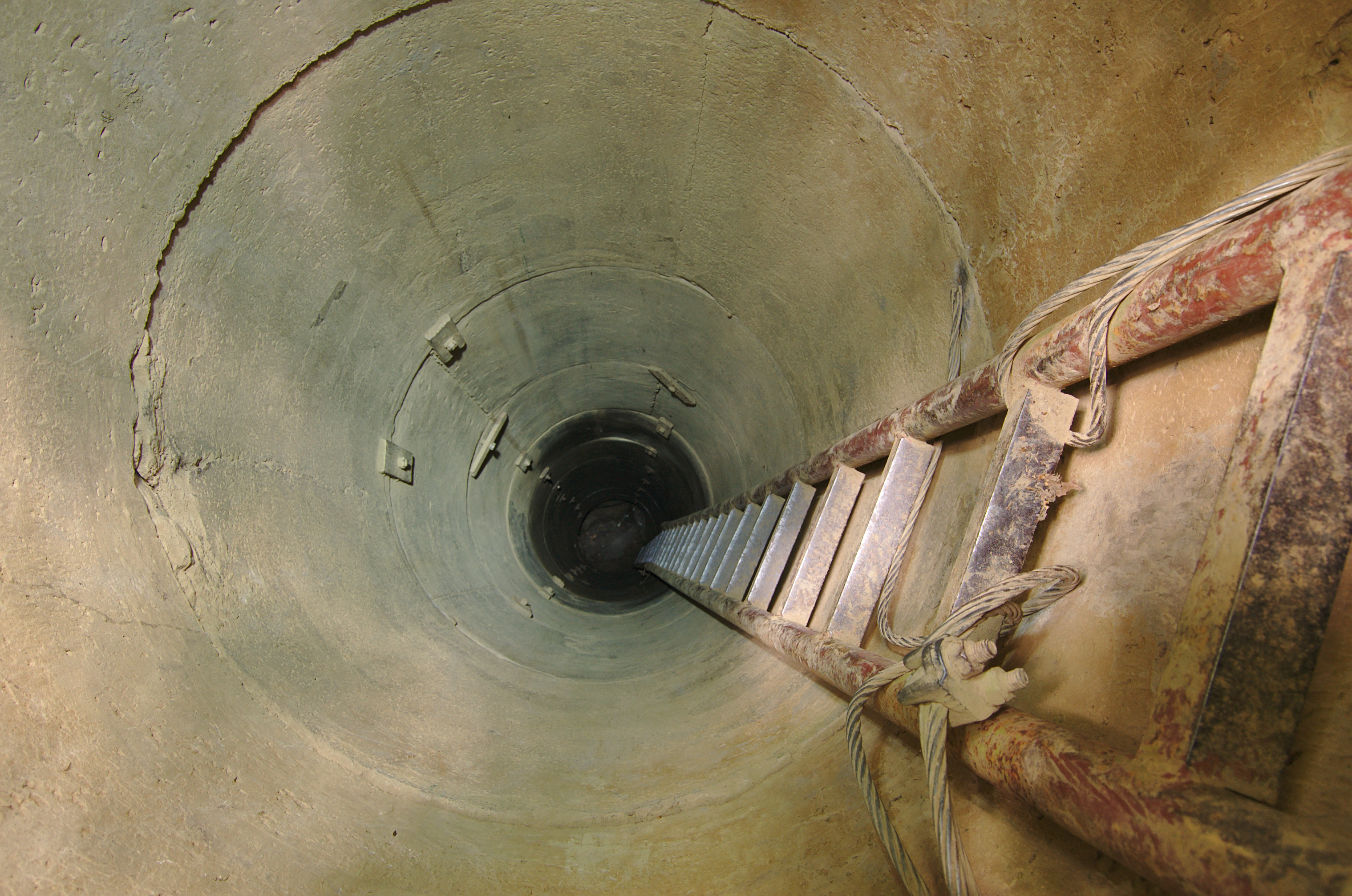
Vchod do jeskyně Piková dáma

Vchod se nachází v těsné blízkosti uzávěrové stěny Staré Rasovny, bývalého ponoru Bílé vody. Po vyhloubení šachty se jeskyňářům podařilo proniknout do mohutných propasťovitých prostor, spadajících ve dvou stupních do povodňového patra Bílé vody 61 m pod povrchem. Speleologové objevili nečekaný labyrint chodeb, propastí, jezer, dómů a síní. Vzhledem k zajímavé dynamice jeskyně jsou některé její části unikátně zaledněny v době od jara do podzimu (Ledová chodba). V roce 1968 bylo nalezeno spojení s jeskyní Spirálkou suchou cestou a v roce 1979 potápěči objevili i „mokrou cestu“ proplaváním sifonu mezi oběma jeskyněmi. Dnes celý systém Piková dáma – Spirálka disponuje celkovou délkou chodeb na 3 km.
Podzemní tok Bílé vody se na jih od obce Holštejn propadá do podzemí, protéká dolními patry jeskyní Nová Rasovna, Piková dáma, Spirálka, C 13 do Staré a Nové Amatérské jeskyně, kde se v podzemí spojuje s tokem Punkvy.